# Fougères
Fougères er en fransk by og kommune beliggende i departementet Ille-et-Vilaine i Bretagne. I januar 2010 var der 19.779 indbyggere.
Byens monument er Château de Fougères som er placeret på det øverste punkt i byen. Det blev første gang opført i det 12. århundrede. Hele bygningsværket er under Monument historique-ordningen. Hele byen er mærket med Villes et pays d'art et d'histoire.